# X-Raid
X-raid ist ein privates deutsches Rallye-Team mit Firmensitz in Trebur. Es bestreitet seit 2002 Marathonrallyes, darunter auch die Rallye Dakar. Firmensitz ist Trebur in der Nähe von Frankfurt am Main. Dort werden seit 2002 Fahrzeuge für die Rallye Dakar und einzelne Cross-Country-Rallye-Veranstaltungen weltweit sowie den FIA Weltcup für Cross-Country-Rallyes entwickelt und gebaut. Das X-raid Team gewann seit ihrer Gründung dreizehn Weltcup-Titel und in den Jahren 2012, 2013, 2014, 2015 und 2020, 2021 die Auto-Kategorie der legendären Rallye Dakar.
X-raid wurde 2002 von Sven Quandt als Privatteam gegründet.

## Fahrzeuge
Als Wettbewerbsfahrzeuge werden Geländewagen der Prototypen-Klasse eingesetzt, die keine technische Verwandtschaft zu einem Serienfahrzeug haben müssen. In der Anfangszeit setzte das Team den BMW X5 und später den BMW X3 ein. Bei der Rallye Dakar 2011 ging X-raid zum ersten Mal mit einem MINI ALL4 Racing auf Basis des Mini Countryman an den Start. Angetrieben werden die Fahrzeuge von Dieselmotoren.
Seit 2017 setzt das X-raid Team den neu entwickelten MINI John Cooper Works Rally ein und seit 2018 den MINI John Cooper Works Buggy.
Zum ersten Mal in seiner Geschichte startete X-raid bei der Dakar 2021 außerhalb der T1-Kategorie (Auto-Prototypen). In Zusammenarbeit mit Yamaha entwickelte und baute X-raid das SxS Modell Yamaha XYZ1000R prototype. Das „X-raid Yamaha Racing Rally Supported Team“ ging mit zwei Fahrzeugen an den Start, die von den beiden Crews Mattias Ekström mit Emil Bergkvist und Camelia Liparoti mit Annett Fischer pilotiert wurden. Liparoti und Fischer beendeten die Dakar nicht nur als bestes Damen-Team, sondern auch als Zweitplatzierte der T3.1 lightweight vehicle Klasse. 2024 wurde der X-raid Fenic als Weiterentwicklung vorgestellt. Das Side-by-Side Fahrzeug trat bei der Jeddah-Rally 2024 erstmals im Wettbewerb an. Bei der Dakar 2025 sollen zwei Fenic mit den Besetzungen Annett Quandt / Annie Seel und Maria Gameiro / José Marques an den Start gehen.
Kurz vor der Rallye Dakar 2023 stellte X-raid ein neues Familienmitglied vor - den MINI John Cooper Works Rally Plus. Mit diesem Fahrzeug ging das Team zum ersten Mal in der T1+ Kategorie an den Start. Der MINI JCW Rally Plus wird mit HVO-Kraftstoff der zweiten Generation betrieben. Er basiert auf dem allradbetriebenen MINI JCW Rally und behält dadurch in vielen Bereichen das MINI-typische Aussehen. Auffällige äußere Veränderungen sind die längere und breitere Front und die breiteren Kotflügel. Zudem konnten die Ingenieure die Aerodynamik optimieren, wodurch die Kühlung der Bremsen und Dämpfer verbessert wurde.

## Fahrer
Bei der Rallye Dakar 2023 fuhren für X-Raid folgende Fahrerpaarungen:
- Jakub „Kuba“ Przygonski / Armand Monleon - MINI John Cooper Works Rally Plus
- Sebastian Halpern / Bernardo „Ronnie“ Graue - MINI John Cooper Works Rally Plus
- Denis Krotov / Konstantin Zhiltsov - MINI John Cooper Works Buggy
- Scheich Khalid Al-Qassimi / Ola Floene - MINI John Cooper Works Buggy
- Annett Fischer / Annie Seel - X-raidYXZ1000R Turbo Prototype
- Camelia Liparoti / Xavier Blanco - X-raidYXZ1000R Turbo Prototype
- Ahmed Alkuwari / Manuel Lucchese - X-raidYXZ1000R Turbo Prototype
- Ignacio Casale / Alvaro Leon - X-raidYXZ1000R Turbo Prototype
- Ricardo Porém / Augusto Sanz - X-raidYXZ1000R Turbo Prototype
- Merce Martí / Lisette Bakker - X-raidYXZ1000R Turbo Prototype
- Joao Ferreira / Filipe Palmeiro - X-raidYXZ1000R Turbo Prototype

Für das Rennteam starteten in der Vergangenheit bereits viele bekannte Fahrer wie Nasser Al-Attiyah, Jutta Kleinschmidt, Colin McRae, Nani Roma, Mikko Hirvonen, Krzysztof Hołowczyc, Guerlain Chicherit, Luc Alphand, Bruno Saby und Grégoire de Mévius.

## Erfolge
Erste Erfolge waren der achte Platz bei der Rallye Dakar 2003 von Luc Alphand und ein Jahr später der vierte Platz. Darauf folgten der Sieg bei der Marathonrallye-Weltmeisterschaft 2004 durch Khalifa Al-Mutaiwei und der Sieg bei der Portugiesischen Offroad-Meisterschaft 2005 durch Miguel Barbosa.
Mit dem Wechsel 2006 vom BMW X5 auf den konkurrenzfähigeren BMW X3 stellten sich die ersten größeren Erfolge ein. Guerlain Chicherit konnte die 14. Etappe der Rallye Dakar 2006 für sich entscheiden und wurde damit zum ersten Dakar-Etappensieger des X-Raid-Teams. Ein Jahr später konnte Nasser Al-Attiyah auf der 10. Etappe der Rallye Dakar 2007 ebenfalls einen Etappensieg erringen. Er beendete die Rallye auf dem 6. Platz in der Gesamtwertung.
Al-Attiyah gewann 2008 die Saudi Arabia Hail Baja, die UAE Desert Challenge, die Hungarian Baja und die Baja Spain. Er wurde zudem Marathonrallye-Weltmeister. Bei der Mitteleuropa-Rallye, der Ersatzveranstaltung der Rallye Dakar, belegte Bruno Saby als bester Fahrer des Teams den sechsten Platz.
Das Team ging mit hohen Erwartungen mit seinen weiterentwickelten Fahrzeugen in die Rallye Dakar 2009. Nasser Al-Attiyah lieferte sich zunächst harte Kämpfe mit Carlos Sainz und war zwei Mal Tagesschnellster. Allerdings wurde er nach der 6. Etappe in Führung liegend disqualifiziert, da er zur Schonung seines beschädigten Fahrzeugs eine andere Route als vorgegeben gefahren war und somit zu viele Kontrollpunkte verpasst hatte. Die übrigen Fahrer verloren viel Zeit durch Unfälle oder Zeitstrafen und erreichten somit keine Topplatzierung. Lediglich Chicherit und Novitskiy schafften es unter die zehn besten Platzierungen.
Nach Siegen bei der Abu Dhabi Desert Challenge und der Rally Transiberico (Portugal, Spanien), sowie einem dritten Platz bei der Rally OiLibya (Tunesien, Libyen) konnte sich Guerlain Chicherit mit Beifahrerin Tina Thörner den FIA World Cup for Cross Country Rallies 2009 sichern (nach 2004 und 2008 der dritte Titel in dieser Klasse für das Team). Weitere Erfolge waren der Sieg von Orlando Terranova mit Beifahrer Filipe Palmeiro bei der Rally OiLibya im Mai 2009.
Bei der Rallye Dakar 2010 erreichte Stéphane Peterhansel in aussichtsreicher Position liegend, wegen einer auf der fünften Etappe gebrochenen Kardanwelle, nur den vierten Rang. Ein Jahr später konnte er bei der Rallye Dakar 2011 dieses Ergebnis wiederholen. Im selben Jahr gelang ihm bei der Abu Dhabi Desert Challenge der erste Sieg des Mini All4 Racing. In den Jahren 2010 und 2011 sicherte sich das Duo Leonid Nowizki und Andreas Schulz den Titel im FIA Weltcup für Cross Country Rallyes.
Im Jahr 2012 gewann Khalifa Al-Mutaiwei mit Andreas Schulz den FIA Weltcup für Cross Country Rallyes.
Bei der Rallye Dakar 2012 konnte das Team seinen ersten Sieg feiern. Stéphane Peterhansel und Jean-Paul Cottret siegten und Nani Roma mit Beifahrer Michel Périn bescherten dem Team einen doppelten Erfolg, indem sie sich den zweiten Platz sicherten. Insgesamt erreichten alle fünf Mini All4 Racing Fahrer einen Platz unter den Top 10.
2013 konnte Stéphane Peterhansel seinen Erfolg wiederholen und sicherte sich erneut den ersten Platz bei der Rallye Dakar. Wieder fuhren mit Stéphane Peterhansel, Leonid Nowizki, Nani Roma und Orlando Terranova, vier X-Raid-Fahrer unter die besten zehn Plätze.
Krzysztof Hołowczyc und sein Beifahrer Andreas Schulz konnten den Titel im FIA Weltcup für Cross Country Rallyes für das Team verteidigen.
Die Rallye Dakar 2014 war die bisher erfolgreichste für das Team aus Trebur. X-raid trat mit elf Mini ALL4 Racing und einem Team von 150 Personen an und sicherte sich somit den Rekord des größten Teams der Rallye Dakar-Geschichte. Von den elf MINI erreichten alle das Ziel in Valpariso, neun von ihnen kamen unter die Top 12 der Fahrzeugwertung. Nani Roma und Michel Périn sicherten sich den Sieg, vor Stéphane Peterhansel und Jean-Paul Cottret. Das reine Mini ALL4 Racing Podium komplettierte Nasser Al-Attiyah mit seinem spanischen Beifahrer Lucas Cruz.
Mit dem Motto Make it ALL4 starteten die Mini ALL4 Racing in die Dakar 2015. Tatsächlich holte der Katarer Nasser Al-Attiyah aus dem Qatar Rally Team den vierten Sieg in Folge für ein in Trebur gebautes Fahrzeug. Mit dem Polen Krzysztof Hołowczyc auf Rang drei platzierte sich ein weiterer MINI ALL4 Racing auf dem Podium. Der MINI überzeugte wieder auf ganzer Linie: er holte elf von 13 möglichen Tagessiegen und belegte vier der ersten fünf Plätze in der Gesamtwertung.
2019 wurde zum erfolgreichsten Jahr für X-raid: Nach dem zweiten Platz von Nani Roma bei der Rallye Dakar in Peru sicherte sich Stéphane Peterhansel im MINI John Cooper Works Buggy den Titel im FIA Weltcup für Cross Country Rallyes. Zudem jubelte Orlando Terranova über den Gesamtsieg im Weltcup für Cross Country Bajas. Neben der Team- und Fahrerwertung konnten sich die jeweiligen Navigatoren Andrea Peterhansel und Bernardo „Ronnie“ Graue den Weltcup-Titel für Co-Piloten sichern. Ein Highlight war auch der erste Sieg des MINI JCW Buggy bei der Dubai International Baja durch Jakub Przygoński und Timo Gottschalk.
Bei der Rallye Dakar 2020 holten Carlos Sainz und Lucas Cruz im MINI John Cooper Works Buggy den fünften Sieg für X-raid. Stéphane Peterhansel und Paulo Fiuza erreichten im MINI John Cooper Works Buggy den dritten Rang.
Die folgenden Monate wurden durch die Corona-Pandemie bestimmt: zahlreiche Veranstaltungen wurden abgesagt – das galt auch für den gesamten FIA World Cup für Cross Country Rallyes. Den FIA World Cup für Cross Country Bajas sicherte sich, bei der letzten Veranstaltung in Saudi-Arabien, der Russe Wladimir Wassiljew im MINI JCW Rally.
Bei der Dakar 2021 tauschten die beiden MINI JCW Buggy Fahrer quasi die Plätze: Peterhansel gewann die Dakar 2021 und Sainz wurde Dritter. Für Peterhansel war es der insgesamt 14. Sieg seiner Karriere – genau 30 Jahre nach seinem ersten Erfolg auf dem Motorrad.
Gewinner der Cross Country Championship Portugal
| Jahr | Fahrer / Beifahrer             | Nationalität        | Fahrzeug         |
| ---- | ------------------------------ | ------------------- | ---------------- |
| 2008 | Filipe Campos / Jaime Baptista | Portugal / Portugal | BMW X3 CC        |
| 2009 | Filipe Campos / Jaime Baptista | Portugal / Portugal | BMW X3 CC        |
| 2010 | Filipe Campos / Jaime Baptista | Portugal / Portugal | BMW X5 CC        |
| 2014 | Ricardo Porém / Manuel Porém   | Portugal / Portugal | MINI ALL4 Racing |

Gewinner der Silk Way Rally
| Jahr | Fahrer / Beifahrer                     | Nationalität                | Fahrzeug                     |
| ---- | -------------------------------------- | --------------------------- | ---------------------------- |
| 2011 | Krzysztof Hołowczyc / Jean-Marc Fortin | Polen / Belgien             | BMW X3 CC                    |
| 2018 | Yazeed Al-Rajhi / Timo Gottschalk      | Saudi-Arabien / Deutschland | MINI John Cooper Works Rally |

Gewinner des Baja FIA Cup for Cross Country Bajas
| Jahr | Fahrer / Beifahrer                            | Nationalität     | Fahrzeug                     |
| ---- | --------------------------------------------- | ---------------- | ---------------------------- |
| 2008 | Nasser Al-Attiyah / Tina Thörner              | Katar / Schweden | BMW X3 CC                    |
| 2020 | Wladimir Wassiljew / Beifahrer hat gewechselt | Russland         | MINI John Cooper Works Rally |

Gewinner des FIA Cross Country World Cup
| Jahr | Fahrer / Beifahrer                    | Nationalität                              | Fahrzeug                     |
| ---- | ------------------------------------- | ----------------------------------------- | ---------------------------- |
| 2004 | Khalifa Al-Mutaiwei / Alain Guehennec | Vereinigte Arabische Emirate / Frankreich | BMW X5 CC                    |
| 2008 | Nasser Al-Attiyah / Tina Thörner      | Katar / Schweden                          | BMW X3 CC                    |
| 2009 | Guerlain Chicherit / Tina Thörner     | Frankreich / Schweden                     | BMW X3 CC                    |
| 2010 | Leonid Nowizki / Andreas Schulz       | Russland / Deutschland                    | BMW X3 CC                    |
| 2011 | Leonid Nowizki / Andreas Schulz       | Russland / Deutschland                    | BMW X3 CC / Mini All4 Racing |

Gewinner des FIA World Cup for Cross Country Rallies
| Jahr | Fahrer / Beifahrer                       | Nationalität                               | Fahrzeug                     |
| ---- | ---------------------------------------- | ------------------------------------------ | ---------------------------- |
| 2012 | Khalifa Al-Mutaiwei / Andreas Schulz     | Vereinigte Arabische Emirate / Deutschland | Mini All4 Racing             |
| 2013 | Krzysztof Hołowczyc / Andreas Schulz     | Polen / Deutschland                        | Mini All4 Racing             |
| 2014 | Wladimir Wassiljew / Konstantin Schilzow | Russland / Russland                        | Mini All4 Racing             |
| 2015 | Nasser Al-Attiyah / Mathieu Baumel       | Katar / Frankreich                         | Mini All4 Racing             |
| 2018 | Jakub Przygoński / Tom Colsoul           | Polen / Belgien                            | MINI John Cooper Works Rally |
| 2019 | Stéphane und Andrea Peterhansel          | Frankreich / Deutschland                   | MINI John Cooper Works Buggy |

Gewinner der Rallye Dakar
| Jahr | Fahrer / Beifahrer                       | Nationalität            | Fahrzeug                     |
| ---- | ---------------------------------------- | ----------------------- | ---------------------------- |
| 2012 | Stéphane Peterhansel / Jean-Paul Cottret | Frankreich / Frankreich | Mini All4 Racing             |
| 2013 | Stéphane Peterhansel / Jean-Paul Cottret | Frankreich / Frankreich | Mini All4 Racing             |
| 2014 | Nani Roma / Michel Périn                 | Spanien / Frankreich    | Mini All4 Racing             |
| 2015 | Nasser Al-Attiyah / Mathieu Baumel       | Katar / Frankreich      | Mini All4 Racing             |
| 2020 | Carlos Sainz / Lucas Cruz                | Spanien / Spanien       | MINI John Cooper Works Buggy |
| 2021 | Stéphane Peterhansel / Edouard Boulanger | Frankreich / Frankreich | MINI John Cooper Works Buggy |

## Platzierungen bei der Rallye Dakar
Paris-Dakar 2005 (Afrika)
| Jahr | Fahrer / Beifahrer                  | Nationalität      | Fahrzeug  |
| ---- | ----------------------------------- | ----------------- | --------- |
| 9.   | José Luis Monterde / Rafa Tornabell | Spanien / Spanien | BMW X5 CC |

Paris-Dakar 2006 (Afrika)
| Jahr | Fahrer / Beifahrer                   | Nationalität            | Fahrzeug  |
| ---- | ------------------------------------ | ----------------------- | --------- |
| 9.   | Guerlain Chicherit / Matthieu Baumel | Frankreich / Frankreich | BMW X3 CC |
| 15.  | Alfie Cox / Ralph Pitchford          | Südafrika / Südafrika   | BMW X3 CC |
| 24.  | José Luis Monterde / Tiziano Siviero | Spanien / Italien       | BMW X3 CC |

Paris-Dakar 2007 (Afrika)
| Jahr | Fahrer / Beifahrer                      | Nationalität           | Fahrzeug  |
| ---- | --------------------------------------- | ---------------------- | --------- |
| 6.   | Nasser Al-Attiyah / Alain Guehennec     | Katar / Frankreich     | BMW X3 CC |
| 15.  | Jutta Kleinschmidt / Tina Thörner       | Deutschland / Schweden | BMW X3 CC |
| 16.  | José Luis Monterde / Jean-Marie Lurguin | Spanien / Frankreich   | BMW X5 CC |
| 37.  | Paulo Nobre / Filippe Palmeiro          | Brasilien / Portugal   | BMW X5 CC |

Dakar 2009 (Argentinien, Chile)
| Jahr | Fahrer / Beifahrer                   | Nationalität            | Fahrzeug  |
| ---- | ------------------------------------ | ----------------------- | --------- |
| 8.   | Leonid Nowizki / Oleg Tyupenkin      | Russland / Russland     | BMW X3 CC |
| 9.   | Guerlain Chicherit / Matthieu Baumel | Frankreich / Frankreich | BMW X3 CC |
| 18.  | René Kuipers / Filipe Palmeiro       | Niederlande / Portugal  | BMW X3 CC |

Dakar 2010 (Argentinien, Chile)
| Jahr | Fahrer / Beifahrer                       | Nationalität            | Fahrzeug  |
| ---- | ---------------------------------------- | ----------------------- | --------- |
| 4.   | Stéphane Peterhansel / Jean-Paul Cottret | Frankreich / Frankreich | BMW X3 CC |
| 5.   | Guerlain Chicherit / Tina Thörner        | Frankreich / Schweden   | BMW X3 CC |
| 11.  | Leonid Nowizki / Andreas Schulz          | Russland / Deutschland  | BMW X3 CC |

Dakar 2011 (Argentinien, Chile)
| Jahr | Fahrer / Beifahrer                       | Nationalität              | Fahrzeug  |
| ---- | ---------------------------------------- | ------------------------- | --------- |
| 4.   | Stéphane Peterhansel / Jean-Paul Cottret | Frankreich / Frankreich   | BMW X3 CC |
| 5.   | Krzysztof Hołowczyc / Jean-Marc Fortin   | Polen / Belgien           | BMW X3 CC |
| 7.   | Ricardo Leal Dos Santos / Paulo Fiúza    | Portugal / Portugal       | BMW X3 CC |
| 20.  | Stephan Schott / Holm Schmidt            | Deutschland / Deutschland | BMW X3 CC |

Dakar 2012 (Argentinien, Chile, Peru)
| Jahr | Fahrer / Beifahrer                       | Nationalität              | Fahrzeug         |
| ---- | ---------------------------------------- | ------------------------- | ---------------- |
| 1.   | Stéphane Peterhansel / Jean-Paul Cottret | Frankreich / Frankreich   | MINI All4 Racing |
| 2.   | Nani Roma / Michel Périn                 | Spanien / Frankreich      | MINI All4 Racing |
| 4.   | Leonid Nowizki / Andreas Schulz          | Russland / Deutschland    | MINI All4 Racing |
| 7.   | Ricardo Leal Dos Santos / Paulo Fiúza    | Portugal / Portugal       | MINI All4 Racing |
| 9.   | Krzysztof Hołowczyc / Jean-Marc Fortin   | Polen / Belgien           | MINI All4 Racing |
| 11.  | Boris Garafulic / Gilles Picard          | Chile / Frankreich        | BMW X3 CC        |
| 15.  | Alexander Mironenko / Sergy Lebedev      | Russland / Russland       | BMW X3 CC        |
| 30.  | Stephan Schott / Holm Schmidt            | Deutschland / Deutschland | BMW X3 CC        |

Dakar 2013 (Argentinien, Chile, Peru)
| Jahr | Fahrer / Beifahrer                       | Nationalität              | Fahrzeug         |
| ---- | ---------------------------------------- | ------------------------- | ---------------- |
| 1.   | Stéphane Peterhansel / Jean-Paul Cottret | Frankreich / Frankreich   | MINI All4 Racing |
| 3.   | Leonid Nowizki / Konstantin Schilzow     | Russland / Russland       | MINI All4 Racing |
| 4.   | Nani Roma / Michel Périn                 | Spanien / Frankreich      | MINI All4 Racing |
| 5.   | Orlando Terranova / Paulo Fiúza          | Argentinien / Portugal    | BMW X3 CC        |
| 12.  | Boris Garafulic / Gilles Picard          | Chile / Frankreich        | MINI All4 Racing |
| 48.  | Stephan Schott / Holm Schmidt            | Deutschland / Deutschland | MINI All4 Racing |

Dakar 2014 (Argentinien, Bolivien, Chile)
| Jahr | Fahrer / Beifahrer                        | Nationalität                              | Fahrzeug         |
| ---- | ----------------------------------------- | ----------------------------------------- | ---------------- |
| 1.   | Nani Roma / Michel Périn                  | Spanien / Frankreich                      | MINI All4 Racing |
| 2.   | Stéphane Peterhansel / Jean-Paul Cottret  | Frankreich / Frankreich                   | MINI All4 Racing |
| 3.   | Nasser Al-Attiyah / Lucas Cruz            | Katar / Spanien                           | MINI All4 Racing |
| 5.   | Orlando Terranova / Paulo Fiúza           | Argentinien / Portugal                    | MINI All4 Racing |
| 6.   | Krzysztof Hołowczyc / Konstantin Schilzow | Polen / Russland                          | MINI All4 Racing |
| 9.   | Martin Kaczmarski / Filipe Palmeiro       | Polen / Portugal                          | MINI All4 Racing |
| 10.  | Wladimir Wassiljew / Vitaliy Yevtyekhov   | Russland / Ukraine                        | MINI All4 Racing |
| 11.  | Boris Garafulic / Gilles Picard           | Chile / Frankreich                        | MINI All4 Racing |
| 12.  | Federico Villagra / Jorge Perez Companc   | Argentinien / Argentinien                 | MINI All4 Racing |
| 19.  | Stephan Schott / Holm Schmidt             | Deutschland / Deutschland                 | MINI All4 Racing |
| 31.  | Yong Zhou / Hong Yu Pan                   | Volksrepublik China / Volksrepublik China | MINI All4 Racing |

Dakar 2015 (Argentinien, Bolivien, Chile)
| Jahr | Fahrer / Beifahrer                       | Nationalität                      | Fahrzeug         |
| ---- | ---------------------------------------- | --------------------------------- | ---------------- |
| 1.   | Nasser Al-Attiyah / Mathieu Baumel       | Katar / Frankreich                | MINI All4 Racing |
| 3.   | Krzysztof Hołowczyc / Xavier Panseri     | Polen / Frankreich                | MINI All4 Racing |
| 4.   | Erik van Loon / Wouter Rosegaar          | Niederlande / Niederlande         | MINI All4 Racing |
| 5.   | Wladimir Wassiljew / Konstantin Schilzow | Russland / Russland               | MINI All4 Racing |
| 9.   | Aidyn Rakhimbayev / Anton Nikolajew      | Kasachstan / Russland             | MINI All4 Racing |
| 12.  | Boris Garafulic / Filipe Palmeiro        | Chile / Portugal                  | MINI All4 Racing |
| 13.  | Yong Zhou / Andreas Schulz               | Volksrepublik China / Deutschland | MINI All4 Racing |
| 18.  | Orlando Terranova / Bernardo Graue       | Argentinien / Argentinien         | MINI All4 Racing |
| 22.  | Stephan Schott / Holm Schmidt            | Deutschland / Deutschland         | MINI All4 Racing |

Dakar 2016 (Argentinien, Bolivien, Chile)
| Jahr | Fahrer / Beifahrer                  | Nationalität                         | Fahrzeug         |
| ---- | ----------------------------------- | ------------------------------------ | ---------------- |
| 2.   | Nasser Al-Attiyah / Mathieu Baumel  | Katar / Frankreich                   | MINI All4 Racing |
| 4.   | Mikko Hirvonen / Michel Périn       | Finnland / Frankreich                | MINI ALL4 Racing |
| 6.   | Nani Roma / Alex Haro               | Spanien / Spanien                    | MINI All4 Racing |
| 5.   | Harry Hunt / Andreas Schulz         | Vereinigtes Königreich / Deutschland | MINI All4 Racing |
| 12.  | Orlando Terranova / Ronnie Graue    | Argentinien / Argentinien            | MINI All4 Racing |
| 13.  | Erik van Loon / Wouter Rosegaar     | Niederlande / Niederlande            | MINI All4 Racing |
| 15.  | Jakub Przygoński / Andrei Rudnitski | Polen / Belarus                      | MINI All4 Racing |
| 23.  | Boris Garafulic / Filipe Palmeiro   | Chile / Portugal                     | MINI All4 Racing |
| 43.  | Nazareno Lopez / Sergio Lafuente    | Argentinien / Uruguay                | MINI All4 Racing |
| 52.  | Adam Malysz / Xavier Panseri        | Polen / Frankreich                   | MINI All4 Racing |

Dakar 2017 (Argentinien, Bolivien, Paraguay)
| Jahr | Fahrer / Beifahrer                 | Nationalität                | Fahrzeug                     |
| ---- | ---------------------------------- | --------------------------- | ---------------------------- |
| 6.   | Orlando Terranova / Andreas Schulz | Argentinien / Deutschland   | MINI John Cooper Works Rally |
| 7.   | Jakub Przygoński / Tom Colsoul     | Polen / Belgien             | MINI All4 Racing             |
| 10.  | Mohamed Abu Issa / Xavier Panseri  | Katar / Frankreich          | MINI All4 Racing             |
| 13.  | Mikko Hirvonen / Michel Périn      | Finnland / Frankreich       | MINI John Cooper Works Rally |
| 15.  | Stephan Schott / Paulo Fiúza       | Deutschland / Portugal      | MINI All4 Racing             |
| 18.  | Sylvio de Barros / Rafael Capoani  | Brasilien / Brasilien       | MINI All4 Racing             |
| 27.  | Yazeed Al-Rajhi / Timo Gottschalk  | Saudi-Arabien / Deutschland | MINI John Cooper Works Rally |

Dakar 2018 (Peru, Bolivien, Argentinien)
| Jahr | Fahrer / Beifahrer                | Nationalität              | Fahrzeug                     |
| ---- | --------------------------------- | ------------------------- | ---------------------------- |
| 5.   | Jakub Przygoński / Tom Colsoul    | Polen / Belgien           | MINI John Cooper Works Rally |
| 13.  | Boris Garafulic / Filipe Palmeiro | Chile / Portugal          | MINI John Cooper Works Rally |
| 19.  | Mikko Hirvonen / Andreas Schulz   | Finnland / Deutschland    | MINI John Cooper Works Buggy |
| 20.  | Orlando Terranova / Ronnie Graue  | Argentinien / Argentinien | MINI John Cooper Works Rally |

Dakar 2019 (Peru)
| Jahr | Fahrer / Beifahrer                | Nationalität                | Fahrzeug                     |
| ---- | --------------------------------- | --------------------------- | ---------------------------- |
| 2.   | Nani Roma / Alex Haro             | Spanien / Spanien           | MINI John Cooper Works Rally |
| 4.   | Jakub Przygoński / Tom Colsoul    | Polen / Belgien             | MINI John Cooper Works Rally |
| 5.   | Cyril Despres / Jean-Paul Cottret | Frankreich / Frankreich     | MINI John Cooper Works Buggy |
| 7.   | Yazeed Al-Rajhi / Timo Gottschalk | Saudi-Arabien / Deutschland | MINI John Cooper Works Rally |
| 8.   | Boris Garafulic / Filipe Palmeiro | Chile / Portugal            | MINI John Cooper Works Rally |
| 13.  | Carlos Sainz / Lucas Cruz         | Spanien / Spanien           | MINI John Cooper Works Buggy |

Dakar 2020 (Saudi-Arabien)
| Jahr | Fahrer / Beifahrer                    | Nationalität              | Fahrzeug                     |
| ---- | ------------------------------------- | ------------------------- | ---------------------------- |
| 1.   | Carlos Sainz / Lucas Cruz             | Spanien / Spanien         | MINI John Cooper Works Buggy |
| 3.   | Stéphane Peterhansel / Paulo Fiuza    | Frankreich / Portugal     | MINI John Cooper Works Buggy |
| 6.   | Orlando Terranova / Ronnie Graue      | Argentinien / Argentinien | MINI John Cooper Works Rally |
| 9.   | Yasir Seaidan / Alexey Kuzmich        | Saudi-Arabien / Russland  | MINI John Cooper Works Rally |
| 14.  | Aleksandr Dorosinskiy / Oleg Uperenko | Russland / Russland       | MINI ALL4 Racing             |
| 17.  | Denis Krotov / Dmitry Tsyro           | Russland / Ukraine        | MINI John Cooper Works Rally |
| 19.  | Jakub Przygoński / Timo Gottschalk    | Polen / Deutschland       | MINI John Cooper Works Rally |
| 26.  | Vaidotas Zala / Saulius Jurgelenas    | Lettland / Lettland       | MINI John Cooper Works Rally |

Dakar 2021 (Saudi-Arabien)
| Jahr | Fahrer / Beifahrer                       | Nationalität            | Fahrzeug                     |
| ---- | ---------------------------------------- | ----------------------- | ---------------------------- |
| 1.   | Stéphane Peterhansel / Edouard Boulanger | Frankreich / Frankreich | MINI John Cooper Works Buggy |
| 3.   | Carlos Sainz / Lucas Cruz                | Spanien / Spanien       | MINI John Cooper Works Buggy |
| 6.   | Wladimir Wassiljew / Dmitry Tsyro        | Russland / Ukraine      | MINI John Cooper Works Rally |
| 17.  | Guiga Spinelli / Youssef Haddad          | Brasilien / Brasilien   | MINI ALL4 Racing             |
| 24.  | Victor Khoroshavtsev / Anton Nikolajew   | Russland / Russland     | MINI John Cooper Works Rally |
| 30.  | Denis Krotov / Oleg Uperenko             | Russland / Russland     | MINI John Cooper Works Rally |

Dakar 2022 (Saudi-Arabien)
| Jahr | Fahrer / Beifahrer                 | Nationalität              | Fahrzeug                     |
| ---- | ---------------------------------- | ------------------------- | ---------------------------- |
| 6.   | Jakub Przygoński / Timo Gottschalk | Polen / Deutschland       | MINI John Cooper Works Buggy |
| 8.   | Sebastian Halpern / Ronnie Graue   | Argentinien / Argentinien | MINI John Cooper Works Buggy |
| 11.  | Vaidotas Zala / Paulo Fiuza        | Lettland / Portugal       | MINI John Cooper Works Rally |
| 23.  | Laia Sanz / Maurizio Gerini        | Spanien / Italien         | MINI ALL4 Racing             |
| 28.  | Denis Krotov / Konstantin Zhiltsov | Russland / Russland       | MINI John Cooper Works Buggy |

Dakar 2023 (Saudi-Arabien) - Auto Kategorie
| Jahr | Fahrer / Beifahrer                 | Nationalität                            | Fahrzeug                          |
| ---- | ---------------------------------- | --------------------------------------- | --------------------------------- |
| 9.   | Sebastian Halpern / Ronnie Graue   | Argentinien / Argentinien               | MINI John Cooper Works Rally Plus |
| 16.  | Khalid Al-Qassimi / Ola Floene     | Vereinigte Arabische Emirate / Norwegen | MINI John Cooper Works Buggy      |
| 17.  | Jakub Przygoński / Armand Monleon  | Polen / Spanien                         | MINI John Cooper Works Rally Plus |
| 21.  | Denis Krotov / Konstantin Zhiltsov |                                         | MINI John Cooper Works Buggy      |

Dakar 2023 (Saudi-Arabien) - T3 Kategorie
| Jahr | Fahrer / Beifahrer               | Nationalität           | Fahrzeug                        |
| ---- | -------------------------------- | ---------------------- | ------------------------------- |
| 10.  | Ignacio Casale / Alvaro Leon     | Chile / Spanien        | X-raid YXZ1000R Turbo Prototype |
| 12.  | Ricardo Porém / Augusto Sanz     | Portugal / Argentinien | X-raid YXZ1000R Turbo Prototype |
| 17.  | Ahmed Alkuwari / Manuel Lucchese | Katar / Italien        | X-raid YXZ1000R Turbo Prototype |
| 35.  | Camelia Liparoti / Xavier Blanco | Italien / Spanien      | X-raid YXZ1000R Turbo Prototype |
| 37.  | Joao Ferreira / Filipe Palmeiro  | Portugal / Portugal    | X-raid YXZ1000R Turbo Prototype |